# Фјесо (Болоња)
Фјесо (итал. Fiesso) је насеље у Италији у округу Болоња, региону Емилија-Ромања.
Према процени из 2011. у насељу је живело 500 становника. Насеље се налази на надморској висини од 37 м.